# Kleinkunstbühnen in München

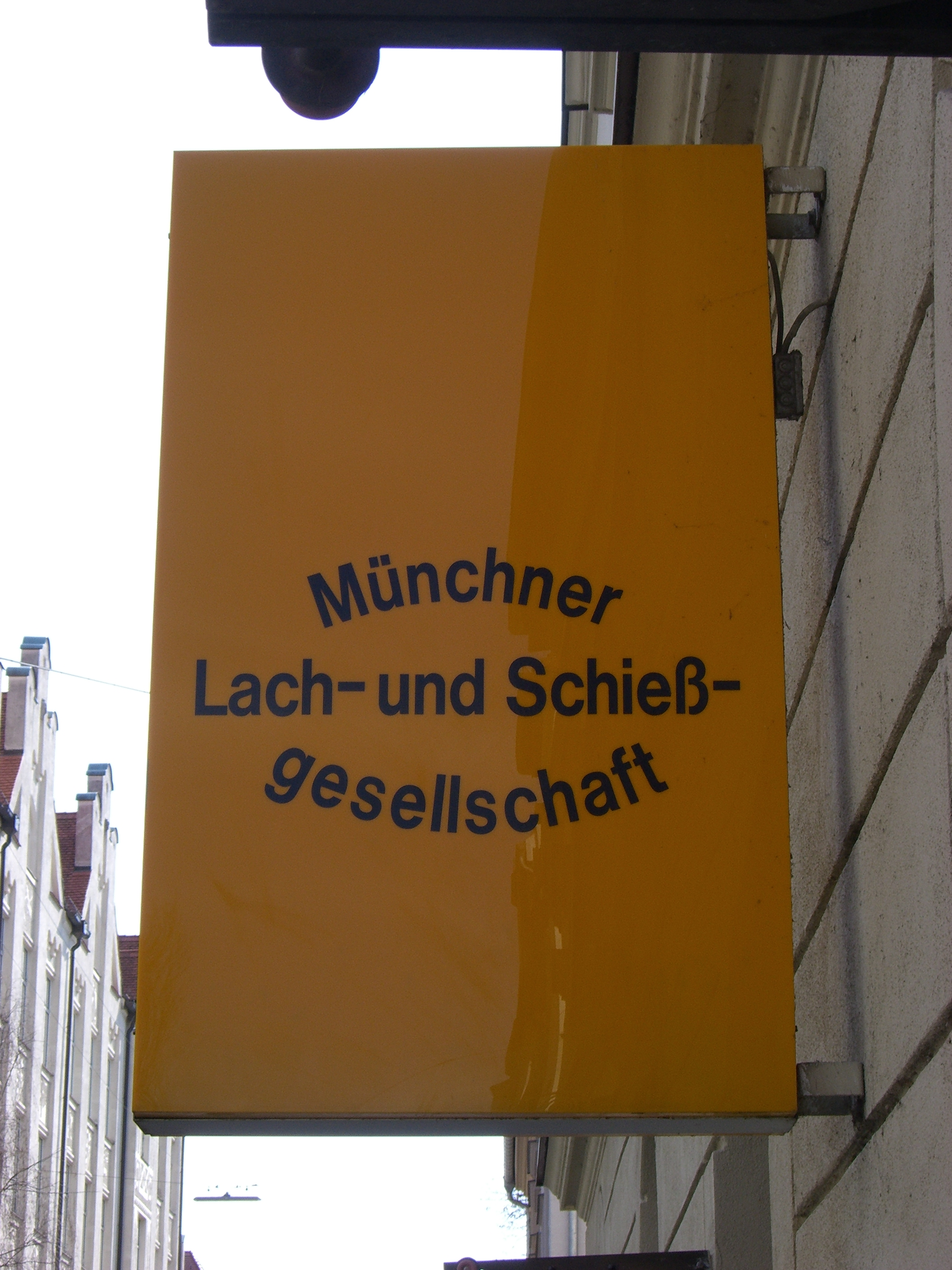
Schild der Münchner Lach- und Schießgesellschaft

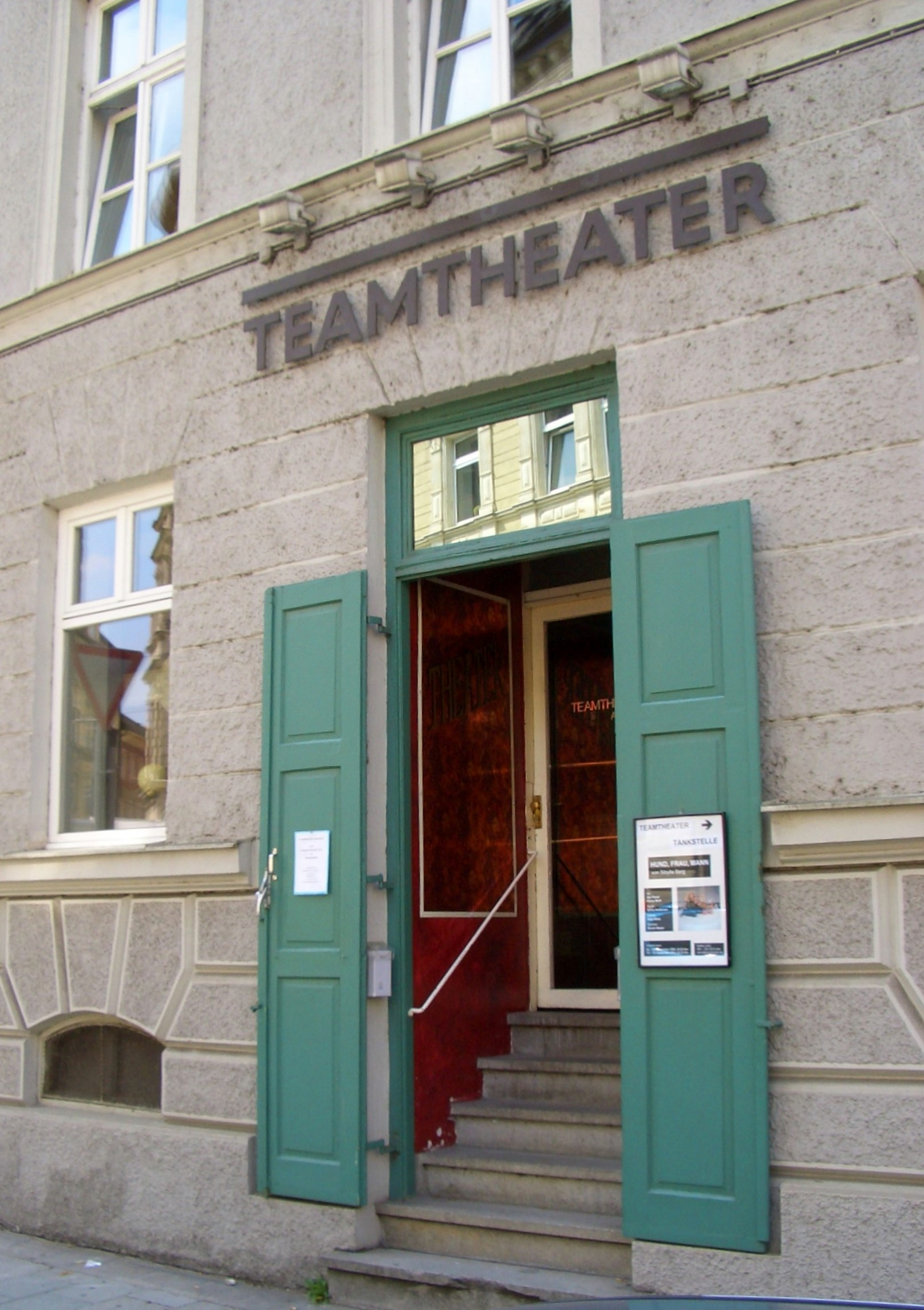
Eingang zum Teamtheater

Kleinkunstbühnen (Kabarett) in München bilden einen Schwerpunkt der freien Münchner Theaterszene. Einen Ruf weit über München hinaus besitzt die 1956 gegründete Lach- und Schießgesellschaft, der Spielort von Dieter Hildebrandt. Ebenso angestammt war auch der im originalen Stil der 1970er Jahre belassene Heppel & Ettlich in Schwabing, der noch den Geist der Achtundsechziger atmete. Das Theater wurde 1976 von den beiden Neuköllnern Henry Heppel und Wolfgang Ettlich gegründet. Einige Größen der heutigen Comedy-Szene wie die Missfits, Helge Schneider und Piet Klocke begannen hier ihre Karrieren. Auch Münchens Oberbürgermeister Christian Ude debütierte hier mit einem Soloprogramm; er spielt auch heute noch von Zeit zu Zeit mit der Gruppe Kabarest vor Publikum. Nach der Schließung der angestammten Spielstätte wird der Theaterbetrieb des Heppel & Ettlich in den Räumen des Kammertheater Schwabing fortgeführt; die alten Theaterräume übernahmen Susanne Rohrer und Christiane Brammer, die dort von Anfang Oktober 2009 bis Juni 2010 die Bühne – das Rohrer & Brammer – betrieben.

## Liste von Kleinkunstbühnen im Raum München
| Name                                                    | Adresse                                           | Internet                              |
| ------------------------------------------------------- | ------------------------------------------------- | ------------------------------------- |
| Münchner Künstlerhaus                                   | Lenbachplatz 8, 80333 München                     | Künstlerhaus                          |
| Wirtshaus im Schlachthof                                | Zenettistraße 9, 80337 München                    | Schlachthof                           |
| Substanz                                                | Ruppertstraße 28, 80337 München                   | Substanz                              |
| Stragula                                                | Bergmannstr. 66, 80339 München                    | Stragula                              |
| Theater im Fraunhofer                                   | Fraunhoferstraße 9, 80469 München                 | Theater im Fraunhofer                 |
| Teamtheater                                             | Am Einlaß 4, 80469 München                        | Teamtheater                           |
| Kristelli                                               | Schwere-Reiter-Straße 15, 80797 München           | Krist Live                            |
| theater ... und so fort                                 | Kurfürstenstraße 8, 80799 München                 | theater... und so fort                |
| Vereinsheim                                             | Occamstraße 8, 80802 München                      | Vereinsheim                           |
| Rationaltheater                                         | Hesseloherstraße 18, 80802 München                | Rationaltheater                       |
| Lustspielhaus                                           | Occamstraße 8, 80802 München                      | Lustspielhaus                         |
| Münchner Lach- und Schießgesellschaft                   | Ursulastraße 9, 80802 München                     | Münchner Lach- und Schießgesellschaft |
| TamS                                                    | Haimhauserstraße 13a, 80802 München               | TamS                                  |
| Heppel & Ettlich                                        | Feilitzschstraße 12, 80802 München                | Heppel & Ettlich                      |
| Kulturhaus Milbertshofen                                | Curt-Mezger-Platz 1, 80809 München                | Kulturhaus Milbertshofen              |
| Theater-Platz – Wirtshaus am Hart                       | Sudetendeutschestraße 40, 80937 München           | Theater-Platz Wirtshaus am Hart       |
| Musikbühne Ars Musica im Stemmerhof                     | Plinganserstraße 6, 81369 München                 | Ars Musica                            |
| Wirtshaus zum Isartal                                   | Brudermühlstraße 2, 81371 München                 | Theater im Wirtshaus zum Isartal      |
| Haderner Mpore bei Mehlfelds (Restaurant & Kulturbühne) | Guardinistraße 98 a, 81375 München                | Haderner Mpore                        |
| Giesinger Bahnhof                                       | Giesinger Bahnhofsplatz 1, 81539 München          | Giesinger Bahnhof                     |
| Theater Drehleier                                       | Rosenheimer Straße 123, 81667 München             | Theater Drehleier                     |
| Friedensbühne Song Parnass                              | Plinganserstraße 6, 81369 München (im Stemmerhof) | Song Parnass                          |
| Kulturhaus Ramersdorf-Perlach                           | Hanns-Seidel-Platz 1, 81737 München               | KulturBunt                            |
| KRIST & MÜNCH Table Magic Theater                       | Unterer Anger 3, 80331 München                    | KRIST & MÜNCH                         |
| Kleines Spiel                                           | Neureutherstr. 12, 80799 München                  | Kleines Spiel                         |

## Ehemalige Kleinkunstbühnen
Die Elf Scharfrichter war das erste politische Kabarett in Deutschland und eines der ersten deutschen Kabaretts überhaupt. Die Premiere fand am 13. April 1901 im Rückgebäude der Gaststätte „Zum Goldenen Hirschen“ in der Türkenstraße 28 statt. Im Herbst 1904 erfolgte wegen finanzieller Probleme die Auflösung. Der Simplicissimus (Alte Simpl) in der Türkenstraße hatte eine erste Blütezeit zwischen 1903 und 1912 sowie eine zweite zwischen 1935 und dem Beginn des Zweiten Weltkrieges. Theo Prosel knüpfte an diese Tradition an, indem er 1946 den Neuen Simpl am Platzl eröffnete, der 1950 schließen musste. – Peter Paul Althaus war 1930 Mitbegründer des literarischen Kabaretts Der Zwiebelfisch in der Gaststätte Weißes Haus in der Barer Straße. 1947 trat er als Kabarettist  im Schwabinger Brettl und 1948 im Monopteros(s) auf. Karl Theodor Langen war von 1950 bis 1961 Leiter der Katakombe. Werner und Nanette Bald übernahmen sie 1965; sie bestand damals in der Adalbertstraße 33.  1975 erhielt die Katakombe den Schwabinger Kunstpreis. Die Schwabinger Gisela eröffnete 1952 in der Schwabinger Occamstraße 8 das Lokal Bei Gisela, in dem sie als Chansonsängerin auftrat; seit 2006 befindet sich dort das Kleinkunstlokal Vereinsheim. Therese Angeloff gründete 1953 in der Leopoldstraße das literarisch-musikalisch-politische Kabarett Die Kleinen Fische.
Von 1987 an befand sich in der Feilitzschstraße 12 zunächst zwanzig Jahre lang das Revue-Theater Bel Etage, bis dieses nach Obersendling zog. Von 2007 bis November 2009 spielte das aus der Fusion der Ensembles der Theater Zart & Zorn und Shinewelt entstandene Kammertheater München in der Feilitzschstraße 12, das daraufhin nach Haidhausen zog und im Herbst 2011 schloss.
Das Schwabinger Podium (Wagnerstraße 1), eine 44 Jahre bestehende Bühne für Live-Musik, musste Ende Februar 2017 schließen.
Aus dem nach 2000 von einer Freifläche in der Ackermannstraße gegenüber der Einmündung des Spiridon-Louis-Ring in die Schwere-Reiter-Straße 15 umgezogenen Theaterzelt Das Schloss wurde 2022/23 das Kristelli, wo die Zaubershows von Alexander Krist jetzt stattfinden.